# 異端者のフォーク

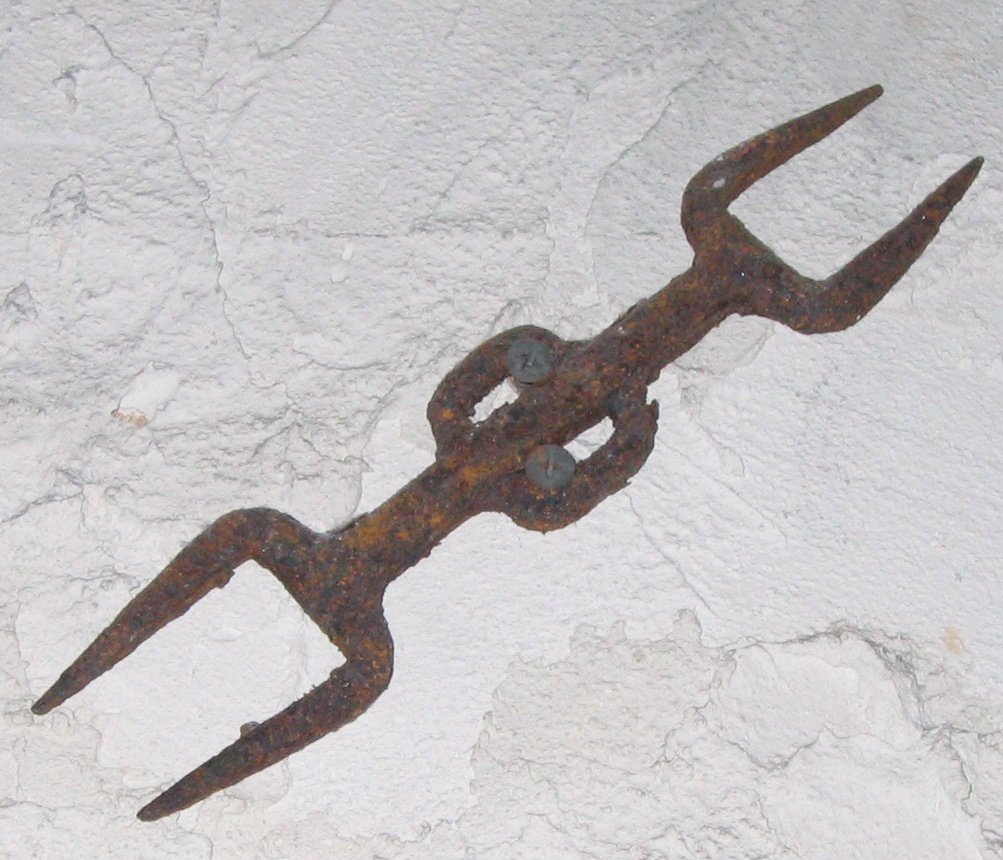
異端者のフォーク(ストラップは散逸)

異端者のフォークの主要構成図

異端者のフォーク(英:heretic's fork)は、両端がフォーク状に尖った長い鉄をベルトやストラップにゆるく括り付けた拷問具である。
この拷問具は、対象者を横たわらせることの無いように天井から吊されているか、代わりに括り付けられている間に、あごの下の胸骨とのどの間に置いて皮製のストラップで締め付けるようにして使用される。この拷問具を装着した人は眠りに落ちることができない。疲れから頭を下ろした瞬間に、尖った部分がのどや胸を突き刺して激しい痛みを引き起こす。このとても単純な構造の拷問具が、人々を長時間、睡眠することを妨げるのである。人々は何日も眠れないと、自白をしやすい状態になるのである。
伝統的に、フォークにはラテン語のabiuroと言う言葉（信条を取り消すと言う意味である）が刻まれている。そして、数多くの異端審問で使用された。
日本では、明治大学博物館（刑事部門）に異端者のフォークの複製品が展示・収蔵されている。